# Rio Saliceto
Rio Saliceto (Rê in dialetto reggiano) è un comune italiano di 6 112 abitanti della provincia di Reggio Emilia in Emilia-Romagna. Il toponimo deriva dal canale (Rio), che divideva il territorio con quello di Carpi e dai salici palustri che sorgono nella zona.
Con i comuni contigui di Campagnola Emilia, Correggio, Fabbrico, Rolo e San Martino in Rio costituisce l'Unione dei Comuni "Pianura Reggiana".

## Geografia fisica
Rio Saliceto è situato nella pianura padana, presso il confine con la provincia di Modena, a 23 chilometri da Reggio Emilia. Il territorio comunale, oltre che dal capoluogo, è formato dalle frazioni di Ca' de' Frati, Osteriola, Ponte Vettigano, San Lodovico per un totale di 22,56 chilometri quadrati. Il comune di Rio Saliceto confina a nord con Fabbrico, ad est con il comune modenese di Carpi, a sud con Correggio e ad ovest con Campagnola Emilia.
Il territorio comunale, interamente pianeggiante, è solcato da un fitto reticolo di canali di bonifica e di irrigazione, i cui principali sono il cavo Naviglio (a ovest) ed il cavo Tresinaro (a est).
In località Ca' de' Frati è presente un'oasi naturalistica all'interno delle Casse di espansione del cavo Tresinaro, in gestione al Consorzio di Bonifica dell'Emilia Centrale.

## Storia
Il territorio dell'attuale comune viene menzionato nell'anno 772 in un documento del re longobardo Desiderio.
Successivamente fu parte dei possedimenti del marchese Bonifazio, padre della contessa Matilde di Canossa, il quale ne trasferì la proprietà alla Chiesa e dal XIII secolo entra a far parte dei possedimenti della famiglia Da Correggio, ospitando la Zecca del Principato presso villa Caprì (attuale Via Naviglio sud).
Segue le sorti della città di Correggio quando nel 1635, il Principato passa alla famiglia degli Este.
Con la fine della dominazione estense e con la nuova ristrutturazione dei Comuni promossa dal Governatore Luigi Carlo Farini Rio, fino ad allora villa del Comune di Correggio, diventa Comune grazie ad un decreto governativo del 4 dicembre 1859, con decorrenza dal 1º gennaio 1860.
I promotori dell'autonomia furono: il Cav. Dott. Luigi Nicolini, primo Sindaco, il priore Don Giovanni Battista Branchetti, l'Avv. Luigi Carbonieri, Ministro dell'Interno del Governo Farini, i possidenti riesi Luigi Brunetti, Sante Santachiara, Tomaso Terrachini, Fortunato Galantini e Frumenzio Bernini. I volti di questi fondatori del Comune vennero poi effigiati da Pier Giacinto Terrachini in formelle di terracotta poste sul frontone del Municipio.
Nel 1864, dopo il processo di unificazione nazionale, il Comune assunse la denominazione attuale di Rio Saliceto per distinguerlo da altri, presenti sul territorio nazionale, aventi lo stesso nome di Rio.
Nel 1889 venne inaugurato il nuovo edificio sede del Municipio in stile neoclassico, tuttora esistente. Sempre a quel periodo risale la costruzione delle scuole elementari in stile liberty, demolite nel 1926 in pieno regime fascista e sostituite con un edificio figlio dell'architettura del tempo.
Con l'obiettivo di combattere la disoccupazione e di dare alla popolazione condizioni di vita e di lavoro più dignitose nacquero, tra la fine del XIX e l'inizio del XX secolo, alcune fra le prime cooperative, la Società Operaia di Mutuo Soccorso nel 1881, L'Enologica nel 1901, la Birocciai e quella di Miglioramento tra i lavoratori della terra nel 1904.
La prima guerra mondiale vide cadere sui campi di battaglia od in seguito a ferite o malattie contratte al fronte ben 80 riesi.
Cospicuo fu anche il contributo fornito dai cittadini di Rio Saliceto nel corso della seconda guerra mondiale e della Resistenza: 29 caduti e dispersi in guerra, 7 deceduti nei campi di sterminio nazisti ove furono deportati e 21 partigiani caduti per la libertà.
Per celebrare la Resistenza il 25 aprile 1975, nel trentennale della Liberazione, venne inaugurato un monumento posto sulla facciata del Municipio, composto da un bassorilievo e da una lapide recante questa iscrizione: "RIO SALICETO - che cacciò il mostro nazifascista - da queste terre da queste case - da questo pane da questo sangue - GIURA - ai sette figli annientati nei lager - ai ventuno caduti combattendo - per la certezza dello splendido aprile - di lottare unito come ieri come sempre - perché il mostro non torni".

### Simboli
Lo stemma e il gonfalone sono stati concessi con regio decreto del 3 luglio 1942.
Stemma
Il comune è attraversato dal torrente Saliceto a cui alludono il corso d'acqua con il ponte e il salice che lo costeggia.
Gonfalone

## Monumenti e luoghi d'interesse
Il municipio, inaugurato nel 1889, è un edificio in stile neoclassico progettato dall'Ing. Giuseppe Aimi su indicazione e supervisione di Pier Giacinto Terrachini. Sulla facciata principale, lungo la trabeazione del timpano, sono collocati otto medaglioni di terracotta raffiguranti i volti dei fondatori del comune. Sopra il portone di accesso principale è posta una lapide commemorativa dei caduti riesi nella prima guerra mondiale. Sempre sulla facciata principale, nelle lunette del basamento del colonnato, è presente un monumento in onore dei caduti riesi nella lotta di Liberazione dal nazifascismo composto da un bassorilievo e da una lapide contenente un'iscrizione celebrativa. L'edificio è stato ristrutturato nel 1983-84 ed è tuttora sede del Comune.
Il teatro comunale, costruito nel primo decennio del XX secolo, venne inaugurato nel 1911 con la prima rappresentazione teatrale. Conosciuto come cinema-teatro "Montanari", è rimasto in funzione fino alla fine degli anni settanta; dopo un lungo periodo di chiusura e dopo una radicale ristrutturazione, venne riaperto nel 1993. Le balaustre dei loggiati contengono pannelli lignei decorati dal pittore Luigi Pillitu.
La chiesa di San Giorgio Martire presenta una pianta a croce latina con abside semicircolare. Fu completamente ricostruita nel 1879, a sostituzione della chiesa preesistente oramai fatiscente, la cui prima notizia appare in un documento elencante i beni posseduti dai Canossa nell'anno 1070.
Ulteriori monumenti di interesse sono la chiesa di Sant'Antonio di Padova, a Ca' de' Frati con oratorio risalente al 1810, e l'oratorio di San Lodovico, a San Lodovico, risalente al 1633.

## Società

### Evoluzione demografica
Abitanti censiti

### Etnie e minoranze straniere
Al 31 dicembre 2017 i residenti stranieri sono 811, pari al 13,2% della popolazione comunale. Le nazionalità maggiormente rappresentate sono:
- Cina:  219
- Pakistan:  176
- India:  103
- Turchia:  73
- Romania:  71
- Marocco:  41

## Cultura

### Istruzione
A Rio Saliceto sono presenti le seguenti scuole:
- Asilo Nido Comunale Il girasole.
- Scuola dell'Infanzia Statale La coccinella.
- Scuola dell'Infanzia Paritaria Wildmer Biagini.
- Scuola Primaria Statale Anna Frank.
- Scuola Secondaria Statale di primo grado Dante Alighieri.

Le Scuole Statali presenti sul territorio comunale fanno capo all'Istituto Comprensivo Galileo Galilei di Campagnola Emilia-Rio Saliceto.
L'istruzione superiore è fruibile presso gli Istituti situati a Correggio, Carpi e Reggio Emilia.

### Biblioteche
All'interno dei locali del Centro Culturale Wildmer Biagini, sede dell'omonima Istituzione Culturale, è presente una Biblioteca Comunale aderente al sistema bibliotecario provinciale.

### Teatri
Al Teatro Comunale (ex Teatro Montanari) vengono proposti spettacoli di prosa, dialettale e cinema per bambini, nonché ulteriori attività di promozione e sviluppo dell'arte teatrale.
Il Teatro, costruito nel 1911 e completamente ristrutturato nel 1993, presenta una platea e due ordini di loggiati per una capienza complessiva di circa 200 persone. Sui parapetti dei loggiati sono installati pannelli lignei dipinti dall'artista sardo Luigi Pillitu raffiguranti musici e commedianti.
Hanno calcato il palcoscenico del Teatro Comunale di Rio Saliceto numerosi artisti di fama internazionale quali, ad esempio, Mario Scaccia, destinatario nel 2000 del Premio Wildmer Biagini, e Dario Fo, Premio Nobel per la letteratura nel 1997, andato in scena insieme alla moglie Franca Rame il 10 febbraio 2002.

### Eventi
- Ciccioli in piazza, ultima domenica del mese di marzo, eventi gastronomici.
- Sagra di San Giorgio Martire, mese di aprile, celebrazioni religiose.
- Fiera di maggio, seconda domenica del mese di maggio, fiera commerciale, luna-park, eventi culturali e ricreativi.
- Riomania, inizio giugno, festa della birra con stand gastronomici ed eventi musicali. Nel 2022 ha festeggiato la 30ª edizione.
- Sagra dei Grilli, a Ca' de' Frati nel secondo fine settimana di giugno, sagra paesana (Sant'Antonio di Padova), eventi gastronomici e ricreativi.
- Sagra di San Lodovico (fino al 2019), nell'ultimo fine settimana di agosto: sagra paesana, eventi gastronomici e ricreativi.
- Mercatino del passato, l'ultima domenica di ogni mese.

## Infrastrutture e trasporti

### Strade
Rio Saliceto è collegata a Campagnola Emilia, Novellara e Guastalla mediante la strada provinciale 30; la stessa strada, nel territorio della provincia di Modena assume la denominazione di strada provinciale 1 e collega Rio Saliceto a Carpi. Un'altra importante arteria di comunicazione è la strada provinciale 46 che dopo aver attraversato Ca' de' Frati e Rolo giunge a Villanova di Reggiolo nei pressi del casello autostradale di Reggiolo-Rolo. Un ulteriore collegamento viario è la strada provinciale 48 che consente i collegamenti verso Correggio e Reggio Emilia.
Il capoluogo è inoltre collegato con Reggio Emilia ed i centri limitrofi con un servizio di trasporto pubblico extraurbano gestito da SETA Spa.

### Autostrade
I caselli autostradali più vicini sono quelli di Carpi e di Reggiolo-Rolo sulla A22 del Brennero (circa 10 km) e di Reggio Emilia sulla A1 del Sole (circa 23 km).

### Ferrovie
A Rio Saliceto non sono presenti linee ferroviarie.
Le stazioni più vicine si trovano a Carpi sulla linea RFI Modena-Mantova, a Reggio Emilia sulle linee RFI Milano-Bologna e TAV Milano-Bologna ed a Novellara sulla linea FER Reggio Emilia-Guastalla.

## Amministrazione
| Periodo | Periodo   | Primo cittadino   | Partito                    | Carica  | Note  |
| ------- | --------- | ----------------- | -------------------------- | ------- | ----- |
| 1945    | 1946      | Leandro Schiatti  | C.L.N.                     | Sindaco |       |
| 1946    | 1947      | Leandro Schiatti  | P.C.I - P.S.I.             | Sindaco |       |
| 1947    | 1956      | Azio Bartoli      | P.C.I. - P.S.I.            | Sindaco |       |
| 1956    | 1975      | Bruno Marzi       | P.C.I. - P.S.I.            | Sindaco |       |
| 1975    | 1985      | Imer Galantini    | P.C.I. - P.S.I.            | Sindaco | [ 8 ] |
| 1985    | 1995      | Fiorisa Mariani   | P.C.I. - P.S.I. - P.S.D.I. | Sindaco | [ 8 ] |
| 1995    | 1999      | Rino Carnevali    | P.D.S. - Indipendenti      | Sindaco | [ 8 ] |
| 1999    | 2004      | Realino Lupi      | D.S. - Indipendenti        | Sindaco | [ 8 ] |
| 2004    | 2009      | Realino Lupi      | centrosinistra             | Sindaco | [ 8 ] |
| 2009    | 2014      | Fabrizio Bellelli | centrosinistra             | Sindaco | [ 8 ] |
| 2014    | 2019      | Lucio Malavasi    | centrosinistra             | Sindaco | [ 8 ] |
| 2019    | 2024      | Lucio Malavasi    | centrosinistra             | Sindaco | [ 8 ] |
| 2024    | in carica | Daniele Pietri    | centrosinistra             | Sindaco | [ 8 ] |

### Gemellaggi
- Waldzell, dal 2018[senza fonte][9]
- Garbagna Novarese, dal 2024[10][11]
- Trino Vercellese, dal 2024[10][11]